# Трновец-Бартоловечки
Трновец-Бартоловечки (хорв. Trnovec Bartolovečki) — община с центром в одноимённом посёлке на севере Хорватии, в Вараждинской жупании. Население 4127 человек в самом посёлке и 6852 человека во всей общине (2001), в которую кроме Трновца входит ещё 5 деревень. Подавляющее большинство населения — хорваты (99,1 %).
Трновец-Бартоловечки находится в пяти километрах к востоку от Вараждина. С западной стороны от посёлка находится взлётно-посадочная полоса местного Вараждинского аэропорта. В километре северней Трновца находится Вараждинское водохранилище на Драве. К востоку и югу от посёлка лежат сельскохозяйственные угодья Подравины. Через посёлок проходит шоссе D2.
Посёлок впервые упоминается в 1471 году.